# Королевский институт химии
Королевский институт химии — британская научная организация.
Основан в 1877 году под названием Институт химии Великобритании с целью уделить повышенное внимание квалификации и профессиональному статусу химиков. Его целью было обеспечить должную подготовку и компетентность химиков, как практиков, так и аналитиков. Институт мог присуждать степени. Степень члена-корреспондента Химического института (в оригинале — AIC) означала прохождение полного курса обучения, а стипендиата (в оригинале — FIC) говорила о профессиональной квалификации. Первую королевскую грамоту Институт получил в 1885 году. Помимо критерия глубочайшего профессионализма, грамота вводила также строгие этические стандарты.

## Учёные степени
- Лицензиат (LRIC, подразумевалась профессиональная подготовка после курса практического обучения на более низком уровне, чем уровень почётной степени);

- Дипломированный специалист (GRIC, подразумевался курс обучения, эквивалентный по меньшей мере уровню почётной степени второго класса);

- Член-корреспондент (ARIC, лицензиат с профессиональным опытом);

- Член Института (MRIC, дипломированный специалист, имеющий профессиональный опыт);

- Стипендиат (FRIC, подразумевалась более широкая практика и более высокий ранг, нежели при степени члена Института).

Дополнительной Грамотой 1975 года членам Института и стипендиатам разрешалось использовать аббревиатуру CChem (Chartered Chemist — химик, получивший королевскую грамоту).

## Научные издания Института
Институт издавал следующие журналы: Royal Institute of Chemistry Reviews в 1968—1971 годах, который позднее получил название Chemical Society Reviews, объединившись с другими изданиями, а также Journal of the Royal Institute of Chemistry.
В то же время большое внимание науке химии уделялось со стороны Химического общества, которое издавало научные журналы. В 1972 году начался процесс объединения эти двух организаций с Обществом Фарадея и Обществом аналитической химии, и в 1980 году возникло Королевское химическое общество.

## Президенты
- Сэр Эдуард Франкленд (1877—1880)
- Сэр Фредерик Август Абель (1880—1883)
- Уильям Одлинг (1883—1888)
- Джеймс Белл (1888—1891)
- Уильям Огастес Тильден (1891—1894)
- Уильям Джеймс Рассел (1894—1897)
- Сэр Томас Стивенсон (1897—1900)
- Джон Миллар Томпсон (1900—1903)
- Дэвид Говард (1903—1906)
- Перси Фарадей Франкленд (1906—1909)
- Сэр Джордж Томас Бейлби (1909—1912)
- Рафаэль Мелдола (1912—1915)
- Джеймс Джонсон Добби (1915—1918)
- Сэр Герберт Джексон (1918—1921)
- Альфред Чапман (1921—1924)
- Проф. Джордж Джеральд Хендерсон (1924—1927)
- Артур Смитхеллз (1927—1930)
- Сэр Джордж Кристофер Клэйтон (1930—1933)
- Сэр Джоселин Филд Торп (1933—1936)
- Сэр Роберт Хоусон Пикард (1936—1939)
- Уильям Александр Скин Кэлдер (1939—1940)
- Сэр Джон Джейкоб Фокс (1940—1943)
- Александр Финдлэй (1943—1946)
- Джеральд Роше Линч (1946—1949)
- Сэр Джеймс Уилфред Кук (1949—1951)
- Герберт Уильям Кремер (1951—1953)
- Сэр Гарри Джефкотт (1953—1955)
- Дуглас Уильям Кент-Джонс (1955—1957)
- Уильям Уордлоу (1957—1958)
- Эрнест Лё Кесн Эрбер (1959—1961)
- Сэр Уильям Кершоу Слэйтер (1961—1963)
- Гарри Юлиус Эмелеус (1963—1965)
- Сэр Фрэнк Хартли (1965—1967)
- Лесли Генри Уильямс (1967—1970)
- Сэр Эварт Рэй Герберг Джонс (1970—1972)
- Фрэнк Арнольд Робинсон (1972—1974)
- Чарльз Кембалл (1974—1976)
- Чарльд Норман Томпсон (1976—1978)
- Проф. Ричард Освальд Чендлер Норман (1978—1980)